# Крецу, Валентин
Валентин Крецу (рум. Valentin Creţu, 9 сентября 1989, Синая, Валахия) — румынский саночник, выступающий за сборную Румынии с 2004 года. Участник двух зимних Олимпийских игр, многократный призёр национального первенства.

## Биография
Валентин Крецу родился 9 сентября 1989 года в городе Синая, Валахия. Активно заниматься санным спортом начал в возрасте одиннадцати лет, в 2004 году прошёл отбор в национальную сборную и стал принимать участие в различных международных соревнованиях. В сезоне 2006/07 дебютировал на этапах взрослого Кубка мира, заняв в общем зачёте шестьдесят первое место, кроме того, впервые поучаствовал в заездах взрослого чемпионата мира, показав на трассе австрийского Иглса тридцать пятый результат. В следующем году был сороковым на мировом первенстве в американском Лейк-Плэсиде, а после окончания всех кубковых этапов поднялся в мировом рейтинге сильнейших саночников до пятьдесят пятой позиции.
В 2010 году Крецу прошёл квалификацию и удостоился права защищать честь страны на зимних Олимпийских играх в Ванкувере, впоследствии показал тридцать первое время мужского одиночного разряда. Кубковый цикл завершил на пятьдесят четвёртом месте общего зачёта. Через год на чемпионате мира в итальянской Чезане пришёл к финишу тридцатым, тогда как в кубковом зачёте расположился на тридцать первой строке. В 2012 году боролся за обладание Кубком наций, однако занял в итоге лишь семнадцатое место, на Кубке мира закрыл тридцатку, а на мировом первенстве в немецком Альтенберге пересёк финишную черту двадцать седьмым, и это пока лучший его результат на чемпионатах мира.
В 2014 году побывал на Олимпийских играх в Сочи, где финишировал двадцать девятым в мужской одиночной программе.
Живёт и тренируется в родной Синае, в свободное от санного спорта время любит играть в футбол.